# Henri Delaborde
Henri Delaborde foi um esgrimista francês, representou seu país nos Jogos Olímpicos de Verão de 1896 e 1900. Não conseguiu nenhuma medalha.